# پاسخ‌های کامل در نسبیت عام
پاسخهای کامل در نسبیت عام (به انگلیسی: exact solutions in general relativity) خمینه های لورنتزی هستند که به میدان های تانسوری مجهز هستند که برای مدل کردن حالتهای ماده معمولی مانند یک شاره یا میدانهای غیرگرانشی کلاسیک مانند میدان الکترومغناطیسی، به کار می روند. میدانهای تانسوری باید از قوانین فیزیکی مرتبط پیروی کنند(مثلا هر میدان الکترومغناطیسی باید در معادلات ماکسول صدق کند). بر پایه دستورالعمل استانداردی که به گستردگی در فیزیک ریاضی مورد استفاده قرار می گیرد، این میدانهای تانسوری باید مشارکت مشخصی  در تانسور تکانه-انرژی {\displaystyle T^{\alpha \beta }} داشته باشند.
سرانجام وقتی تمام مشارکت ها در تانسور ضربه-انرژی با هم جمع زده شوند نتیجه باید در معادلات میدان اینشتین صدق کند. (در اینجا با سیستم واحدهای هندسی شده نوشته شده اند که سرعت نور c = ثابت گرانش G = ۱ )
{\displaystyle G^{\alpha \beta }=8\pi \,T^{\alpha \beta }.}
در معادلات میدان بالا {\displaystyle G^{\alpha \beta }} تانسور اینشتین است که به طور منحصر به فردی از تانسور متریک محاسبه می‌شود که بخشی از تعریف یک خمینه لورنتسی است. از آنجاییکه با داشتن تانسور اینشتین نمی توان تانسور ریمان را کاملاً مشخص نمود و تانسور وایل نامشخص می ماند، معادلات اینشتین را می توان نوعی شرایط سازگاری در نظر گرفت : هندسه فضازمان باید با مقدار و حرکت هر ماده و میدان غیرگرانشی سازگار باشد، به این معنی که حضور فوری "اینجا و اکنون" انرژی-تکانه غیرگرانشی باعث مقدار متناسبی از خمش ریچی "اینجاواکنون" می شود.

## مراجع
- Krasiński, A. (1997). Inhomogeneous Cosmological Models. Cambridge: Cambridge University Press. ISBN 0-521-48180-5.
- , M. A. H., MacCallum (2006). "AIP Conference Proceedings". AIPConf.Proc. 841: 129–143. arXiv:gr-qc/0601102. Bibcode:2006AIPC..841..129M. doi:10.1063/1.2218172. An up-to-date review article, but too brief, compared to the review articles by Bičák or Bonnor et al. (see below).
- Rendall, Alan M. "Local and Global Existence Theorems for the Einstein Equations". Living Reviews in Relativity. Retrieved August 11, 2005. A thorough and up-to-date review article.
- Friedrich, Helmut (2005). "Is general relativity 'essentially understood' ?". Annalen der Physik. 15: 84–108. arXiv:gr-qc/0508016. Bibcode:2006AnP...518...84F. doi:10.1002/andp.200510173. An excellent and more concise review.
- Bičák, Jiří (2000). "Selected exact solutions of Einstein's field equations: their role in general relativity and astrophysics". Lect. Notes Phys. Lecture Notes in Physics. 540: 1–126. arXiv:gr-qc/0004031. doi:10.1007/3-540-46580-4_1. ISBN 978-3-540-67073-5.  An excellent modern survey.
- Bonnor, W. B.; Griffiths, J. B.; & MacCallum, M. A. H. (1994). "Physical interpretation of vacuum solutions of Einstein's equations.  Part II. Time-dependent solutions". Gen. Rel. Grav. 26 (7): 637–729. Bibcode:1994GReGr..26..687B. doi:10.1007/BF02116958.{{cite journal}}:  نگهداری یادکرد:نام‌های متعدد:فهرست نویسندگان (link)
- Bonnor, W. B. (1992). "Physical interpretation of vacuum solutions of Einstein's equations.  Part I. Time-independent solutions". Gen. Rel. Grav. 24 (5): 551–573. Bibcode:1992GReGr..24..551B. doi:10.1007/BF00760137.  A wise review, first of two parts.
- Griffiths, J. B. (1991). Colliding Plane Waves in General Relativity. Oxford: Clarendon Press. ISBN 0-19-853209-1.  The definitive resource on colliding plane waves, but also useful to anyone interested in other exact solutions. available online by the author
- Hoenselaers, C.; & Dietz, W. (1985). Solutions of Einstein's Equations: Techniques and Results. New York: Springer. ISBN 3-540-13366-6.{{cite book}}:  نگهداری یادکرد:نام‌های متعدد:فهرست نویسندگان (link)
- Ehlers, Jürgen; & Kundt, Wolfgang (1962). "Exact solutions of the gravitational field equations".  In Witten, L. (ed.). Gravitation: An Introduction to Current Research. New York: Wiley. pp. 49–101.{{cite conference}}:  نگهداری یادکرد:نام‌های متعدد:فهرست نویسندگان (link) A classic survey, including important original work such as the symmetry classification of vacuum pp-wave spacetimes.
- Stephani, Hans; Dietrich Kramer; Malcolm MacCallum; Cornelius Hoenselaers & Eduard Herlt (2009). Exact Solutions of Einstein's Field Equations (2nd ed.). Cambridge: Cambridge University Press. ISBN 978-0-521-46702-5.{{cite book}}:  نگهداری یادکرد:نام‌های متعدد:فهرست نویسندگان (link)